# Wilhelm Kronsbein (Fußballspieler)
Wilhelm Kronsbein (* 24. August 1915; † 24. November 2006) war ein deutscher Fußballspieler. Der vormalige Gauligaspieler des SV Arminia 08 Marten absolvierte im Tor von Borussia Dortmund in den ersten drei Runden der damals erstklassigen Fußball-Oberliga West, 1947 bis 1950, insgesamt 46 Ligaspiele.

## Laufbahn
Der Torhüter stieg mit seinem Heimatverein Arminia Marten, südwestlich des Dortmunder Hafens gelegen, in der Saison 1936/37 in die Gauliga Westfalen auf. Mit den Blau-Weißen vom Stadion am Wischlinger Weg hielt er bis 1940/41 die Klasse. Herausragend war mit dem Verein in der Saison 1938/39 am 23. Oktober 1938 das 0:0-Remis vor über 8000 Zuschauern im Heimspiel gegen den Serienmeister FC Schalke 04.
Seine Leistungen führten ihn in die Gauauswahl von Westfalen, wo er im Wettbewerb des Reichsbundpokals in den Jahren 1939/40, 1940/41 und 1941/42 zum Einsatz kam. Unter dem damaligen Reichstrainer Sepp Herberger nahm er vom 17. bis 21. März 1941 an einem DFB-Lehrgang in Berlin teil. Beim Länderspiel der Fußballnationalmannschaft am 7. Dezember 1941 in Breslau gegen die Slowakei (4:0), saß er als Ersatzmann für den im Tor stehenden Helmut Jahn auf der Ersatzbank.
1943 war Willi Kronsbein Gast-Torwart beim LSV Berlin.
Vor Beginn der neu eingeführten Oberliga West zur Saison 1947/48 schloss er sich Borussia Dortmund an. Am 18. Mai 1947 hütete er in der Elf von Trainer Ferdinand Fabra das Tor, die im Stadion am Schloss Strünkede in Herne, vor 30.000 Zuschauern, mit einem 3:2-Sieg gegen den FC Schalke 04 die Westfalenmeisterschaft errang und damit die vormalige Dominanz der „Königsblauen“ durchbrach. Im Zusammenspiel mit Mittelläufer Paul Koschmieder und den Außenläufern Max Michallek und Paul Janowski bildete er die Grundlage für das Offensivspiel der Angriffsreihe um Herbert Sandmann, Alfred Preißler, August Lenz, Friedrich Ibel und Franz Podgorski. Das Finale um die Britische Zonenmeisterschaft wurde am 13. Juli 1947 in Düsseldorf vor 60.000 Zuschauern mit 0:1 Toren gegen den Hamburger SV verloren. Das entscheidende Tor von HSV-Stürmer Alfred Boller konnte er nicht verhindern.
Beim Debütspieltag der neu eingeführten erstklassigen Oberliga West, am 14. September 1947, war er zusammen mit Abwehrchef „Pat“ Koschmieder einer der Garanten zum 3:0-Heimerfolg gegen den späteren Vizemeister Sportfreunde Katernberg. Beim Titelgewinn 1947/48 absolvierte der Torhüter alle 24 Ligaspiele – wie Michallek, August Lenz und Erich Schanko – für die Borussia. Bei der erfolgreichen Titelverteidigung 1948/49 fehlte der sachlich agierende Torhüter in sechs der 24 Rundenspiele. Der BVB gewann mit dem neuen Trainer Eduard Havlicek mit acht Punkten Vorsprung vor Vize Rot-Weiss Essen die zweite Meisterschaft im Westen.
Beim sportlichen Höhepunkt, den Spielen um die deutsche Fußballmeisterschaft im Juni/Juli 1949, fehlte er aber verletzungsbedingt. Beim dritten Titelgewinn in Serie, 1949/50, war er hinter Günter Rau die Nummer zwei und absolvierte lediglich vier Ligaspiele. Das letzte Spiel in der Oberliga bestritt der 34-Jährige am 8. Januar 1950 beim 5:3-Heimerfolg gegen den 1. FC Köln, als nach einer 3:1-Halbzeitführung der Mannen um Hennes Weisweiler und Hans Schäfer noch die Wende in der zweiten Spielhälfte gelang.
Nach seiner Spielerkarriere war er auch noch als Trainer bei seinem Heimatverein Arminia Marten, dem SV Sodingen und der SpVgg Herten (1952/53; 1954/55 in der 2. Liga West) tätig.